# Eduardo Romagnoli
Eduardo Oscar Valentin Romagnoli (n. Justiniano Posse, Córdoba; 30 de mayo de 1957) es un político y empresario ítalo argentino, Cavaliere D'Italia, Proboviro Assocamerestero, Presidente de Región Centro Agropecuaria S.A.

## Biografía
Eduardo Romagnoli nació el 30 de mayo de 1957 en Justiniano Posse, Córdoba, Argentina. Hijo de Eduardo Pío Romagnoli y de Nélida Antonia Gorostiague, fue criado por sus padres en su pueblo natal. 
A los 17 años, se mudó a Rosario, Provincia de Santa Fe, para iniciar sus estudios universitarios. Se casó con Patricia Susana Acastello, con quien tuvo dos hijos, Federico y Giuliano.
En el año 1974 se graduó como Perito Mercantil en el Instituto Privado de Enseñanzas Dalmacio Vélez Sarsfield de la localidad de Justiniano Posse, Provincia de Córdoba, Argentina.
Cinco años más tarde, en 1979, se graduó como Licenciado en Cooperativas y Mutuales, en la Universidad Católica de Santa Fe, en la Provincia de Santa Fe, Argentina.
En el año 1982 accedió a una beca de la Organización de las Naciones Unidas, de la Organización Internacional del Trabajo, como participante del Curso de Metodología para la Formación, que se desarrolló en el Centro Internacional de Formación, de la ciudad de Turín, Italia.

## Carrera Empresarial

### Presidente Región Centro Agropecuaria
En el año 2002 fundó Región Centro Agropecuaria S.A., Corredora de Cereales y Oleaginosas, en Rosario, Argentina y ocupa desde entonces el cargo de Presidente.

### Presidente de Rosgan, Mercado Ganadero, Bolsa de Comercio de Rosario
En el año 2013 es nombrado Presidente de Rosgan Mercado Ganadero de la Bolsa de Comercio de Rosario e integró el Consejo Directivo de la Bolsa de Comercio de Rosario. En el año 2015, como Presidente de Rosgan, recibió el Premio Clarín Rural a la Innovación, un reconocimiento a la implementación del Mercado Ganadero Televisado en Argentina. Dejó su cargo para dedicarse a la política en noviembre de 2017.

### Presidente de la Cámara de Comercio Italiana de Rosario
En el año 2010 fue nombrado Presidente de la Cámara de Comercio Italiana de Rosario, Argentina, cargo que ocupa hasta el 31 de marzo de 2016.

### Presidente de las Cámaras de Comercio Italianas Mercosur Más Chile
En el año 2013, durante la XXII Convención Mundial de Cámaras de Comercio de Assocamerestero, Asociación de Cámaras de Comercio en el Exterior, en Monza, Italia, fue elegido Presidente del Área Mercosur Más Chile, con la función de coordinar las acciones políticas y estratégicas de catorce Cámaras de Comercio Italianas de la región, siete de Brasil, San Pablo, Río de Janeiro, Fortaleza, Porto Alegre, Paraná, Minas Gerais y Florianópolis, cuatro de Argentina, Buenos Aires, Córdoba, Mendoza y Rosario, una de Chile, Santiago, una de Paraguay, Asunción, y una de Uruguay, Montevideo. Actualmente preside el Área tras su reelección por tres años consecutivos.

## Títulos y Cargos Honoríficos

### Cavaliere D´Italia
El 2 de junio de 2012, le fue otorgado el Título Honorífico de Cavaliere, por el presidente de la República de Italia, Giorgio Napolitano, un reconocimiento a los logros adquiridos para la Nación a través de la actividad empresarial, social y humanitaria

### Proboviro
En el mes de octubre de 2016, fue designado ¨Proboviro¨, hombre probo, Homo Onesti, un cargo vitalicio componente del Consiglio de Assocamerestero, la Asociación de Cámaras de Comercio Italianas en el exterior.

## Carrera política

### Carrera política en Argentina
En el año 2015, se presentó como candidato a Senador Nacional por Santa Fe, dentro de UNA, Frente Renovador espacio que lidera el Dr. Sergio Massa y obtuvo el 23% de los votos durante las elecciones presidenciales, ubicándose en tercer lugar por encima del Dr. Binner, líder del socialismo Santafesino.

### Carrera política en Italia
En el año 2013 se presentó como candidato a Diputado al Parlamento Italiano por el partido Forza Italia acompañando al Cavaliere Giuseppe Angeli que encabezó la lista de candidatos.

## Docencia
Entre los años 1980 y 1989 se desempeñó como docente en la Universidad Católica de Santa Fe en la Facultad de Ciencias Económicas, Escuela de Cooperativismo y Mutualismo, dictando la Cátedra en Educación y Capacitación Cooperativa, Historia del Cooperativismo. Asimismo, en ese mismo Centro de Estudios, fue Coordinador General del Ciclo de Especialización en Economía Agropecuario.